# Россейкин, Фёдор Михайлович
Фёдор Михайлович Россейкин (15 сентября 1879, село Горки, Ардатовский уезд, Симбирская губерния — 31 мая 1951, Москва) — российский историк-византинист, профессор Московской духовной академии.

## Биография
Родился в семье мещанина. Обвенчан с Зинаидой Александровной Нагаткиной, дети: Михаил, Николай. Окончил Алатырское духовное училище (1895), Симбирскую духовную семинарию (1901) и Московскую духовную академию со степенью кандидат богословия, профессорский стипендиат (1905).
Доцент Московской духовной академии по кафедрам древней гражданской истории (1906), затем истории Греко-Восточной Церкви (1910).
Коллежский секретарь (1913), титулярный советник (1914), коллежский асессор (1915).
Магистр богословия, лауреат 2-й Макариевской премии (1915).
Штатный экстраординарный профессор Московской духовной академии и лектор немецкого языка, делегат Всероссийского съезда духовенства и мирян и Московского епархиального съезда, работал в I, II и VIII отделах Предсоборного совета (1917). 
В 1917—1918 годах член Поместного Собора Православной Российской Церкви как член Предсоборного совета, участвовал во всех трёх сессиях, секретарь XII, член I, II, XIX, XXIII отделов.
С 1918 года член Постоянного совещания по реформе высшей школы.
С 1919 года преподаватель истории и директор школы 2-й ступени в городе Новый Оскол Курской губернии, член президиума уездного комитета Союза работников просвещения и Упрофбюро.
В 1923–1930 годах член Методической комиссии Московского отдела народного образования и сотрудник Института методов школьной работы.
Одновременно преподаватель: с 1923 года в школе селе Талицы Московской губернии, с 1929 года в школе 2-й ступени города Пушкино Московской области, с 1931 года в Ивантеевском профтехническом комбинате, с 1933 года в Мытищенском индустриальном рабфаке, с 1941 года в Зеленоградской средней школе.
С 1943 года научный сотрудник и с 1946 года старший научный сотрудник в группе по истории Византии при Институте истории Академии наук СССР.
С 1946 года кандидат исторических наук.
Награжден медалью «За доблестный труд в Великой Отечественной войне».

## Сочинения
- Прошение в Совет Московской духовной академии (1918) // ЦГАМ. Ф. 229. Оп. 4. Д. 5180.
- Письмо к митр. Арсению (Стадницкому) // ГАРФ. Ф. 550. Оп. 1. Д. 408.
- Письмо к прот. Н. В. Цветкову // НИОР РГБ. ГАРФ. Ф. 60. Оп. 2. Д. 13.
- Хрисанф Мефодиевич Лопарёв // СПФ АРАН. Ф. 126. Оп. 3. Д. 29.
- Как Франция пришла к отделению церкви от государства? // Богословский вестник. 1907. № 3.
- В неделю Ваий // Христианин. 1909. № 3.
- Первое правление Фотия, патриарха Константинопольского. Сергиев Посад, 1915.
- Окружное послание Фотия, патриарха Константинопольского // Богословский вестник. 1915. № 1.
- Константинопольский Собор 867 г. // Богословский вестник. 1915. № 2.
- Фотий и Василий Македонянин (Первое низложение Фотия, патриарха Константинопольского) // Богословский вестник. 1915. № 4.
- Восточный папизм в IX в. // Богословский вестник. 1915. № 7/8.
- К жизнеописанию святителя Иоанна Тобольского // Богословский вестник. 1916. № 9.
- Издания византийских текстов в западноевропейской литературе. Л., 1945.
- [Статья] // Византийский временник. 1947. Т. 1.
- Буржуазная историография о византино-моравских отношениях в середине IX в. // Там же. 1950. Т. 3.